# Vrban (Vitina)
Pour l’article homonyme, voir Vrban.
Vërban en albanais et Vrban en serbe latin (en serbe cyrillique : Врбан) est une localité du Kosovo située dans la commune/municipalité de Viti/Vitina, district de Gjilan/Gnjilane (Kosovo) ou district de Kosovo-Pomoravlje (Serbie). Selon le recensement kosovar de 2011, elle compte 2 008 habitants.

## Histoire
Sur le territoire du village se trouve un site dont les vestiges remontent aux Ier-IVe siècles ; il est proposé pour une inscription sur la liste des monuments culturels du Kosovo.
La mosquée du village, construite en 1937, est elle aussi proposée pour un classement kosovar.

## Démographie

### Évolution historique de la population dans la localité
| 1948 | 1953 | 1961 | 1971  | 1981  | 1991  | 2011  |
| ---- | ---- | ---- | ----- | ----- | ----- | ----- |
| 639  | 734  | 829  | 1 086 | 1 441 | 1 787 | 2 008 |

|  |

### Répartition de la population par nationalités (2011)
En 2011, les Albanais représentaient 99,90 % de la population.

## Personnalités liées à la localité
- Xhevat Bislimi (1961-), homme politique kosovar.